# مطار الجبيل
مطار الجبيل يقع على بعد 25 كم (16 ميل) غرب مدينة الجبيل في المنطقة الشرقية من المملكة العربية السعودية بالقرب من المنطقة الصناعية وعلى بعد حوالي 7. 5 كم (4.7 ميل) من سواحل دوحة الدافي أحد الخلجان الضحلة قرب الجبيل، ويحتل المطار مساحة حوالي 20 كم².

## نظرة عامة
شيد هذا المطار من قبل الهيئة الملكية للجبيل وينبع كجزء من مشروع الجبيل، كان من المفترض أن يكون للأستخدام التجاري حتى أنتهى أنشاء مطار الملك فهد الدولي في مكان قريب. وبالتالي تم تسليمه إلى القوات المسلحة، واستخدم كقاعدة للطيران البحري والأسطول الشرقي للقوات البحرية الملكية حتى الوقت الحاضر.

## المرافق
يشمل مدرج واحد طوله 4,000 م وعرض 45 م.